# Jerrod Niemann

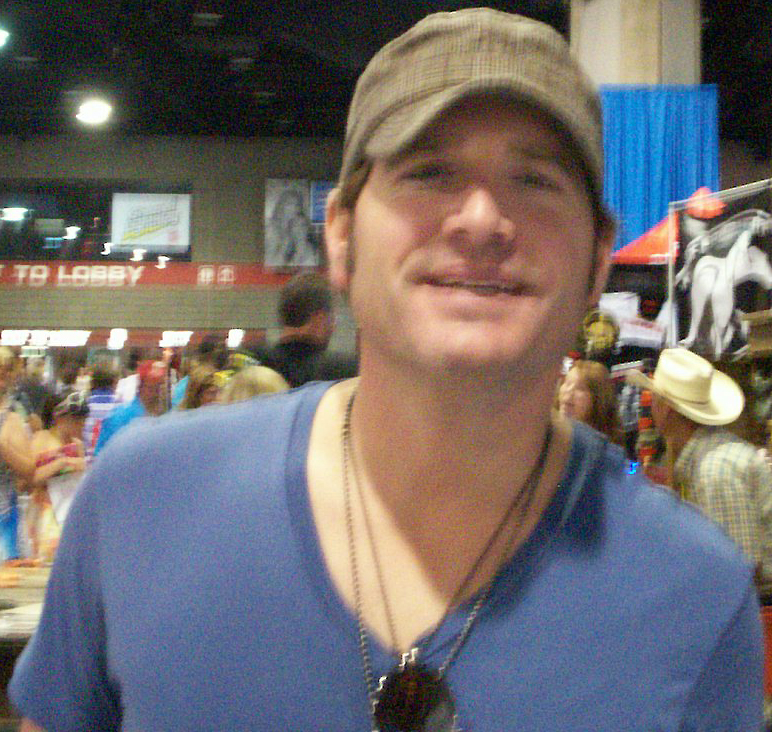
Jerrod Niemann (2010)

Jerrod Lee Niemann (* 23. Juli 1979 in Harper, Kansas) ist ein US-amerikanischer Countrysänger.

## Biografie
Bereits in seiner Jugend nahm Niemann an Talentwettbewerben teil und während seiner College-Zeit in Texas trat er in den örtlichen Clubs auf. Sein erstes Album Long Hard Road veröffentlichte er 1999 in Eigenproduktion, bevor er in die Country-Hauptstadt Nashville ging. Bereits nach einem Jahr bekam er einen Plattenvertrag bei Mercury, der jedoch zu keiner Veröffentlichung führte, und so erschien auch sein zweites Album Jukebox of Hard Knocks 2004 in Eigenregie.
In den folgenden Jahren trat er mit eigener Band in Nashville auf und veröffentlichte die Single I Love Women (My Mama Can’t Stand) beim Label Category 5 Records, das sich aber noch vor Veröffentlichung eines Albums auflöste. Immerhin verschaffte ihm die Single ein Engagement bei Arista. Dort erschien dann 2010 auch endlich sein erstes Label-Album mit dem Titel Judge Jerrod & the Hung Jury. Schon die Vorabsingle Lover, Lover wurde ein großer Erfolg und erreichte Platz 1 der Country-Charts. Sie verkaufte sich über eine halbe Million Mal und wurde mit Gold ausgezeichnet. Das Album schaffte es daraufhin ebenfalls auf Platz 1 bei den Country-Alben und unter die Top 10 der Billboard 200.

## Diskografie

### Alben
| Jahr | Titel                        | Höchstplatzierung, Gesamtwochen, AuszeichnungChartplatzierungen (Jahr, Titel, Platzierungen, Wochen, Auszeichnungen, Anmerkungen) | Höchstplatzierung, Gesamtwochen, AuszeichnungChartplatzierungen (Jahr, Titel, Platzierungen, Wochen, Auszeichnungen, Anmerkungen) | Anmerkungen |
| Jahr | Titel                        | US | Country | Anmerkungen |
| ---- | ---------------------------- | --- | --- | ----------- |
| 2010 | Judge Jerrod & the Hung Jury | US7 (46 Wo.)US | Country1 (78 Wo.)Country |             |
| 2012 | Free the Music               | US62 (3 Wo.)US | Country9 (23 Wo.)Country |             |
| 2014 | High Noon                    | US18 (10 Wo.)US | Country3 (19 Wo.)Country |             |

Weitere Veröffentlichungen
- 1999: Long Hard Road
- 2004: Jukebox of Hard Knocks
- 2013: Yellow Brick Road
- 2017: This Ride

### Singles
| Jahr | Titel Album                                           | Höchstplatzierung, Gesamtwochen, AuszeichnungChartplatzierungen (Jahr, Titel, Album, Platzierungen, Wochen, Auszeichnungen, Anmerkungen) | Höchstplatzierung, Gesamtwochen, AuszeichnungChartplatzierungen (Jahr, Titel, Album, Platzierungen, Wochen, Auszeichnungen, Anmerkungen) | Anmerkungen   |
| Jahr | Titel Album                                           | US | Country | Anmerkungen   |
| ---- | ----------------------------------------------------- | --- | --- | ------------- |
| 2007 | I Love Women (My Momma Can’t Stand) Yellow Brick Road | — | Country59 (1 Wo.)Country |               |
| 2010 | Lover, Lover Judge Jerrod & the Hung Jury             | US29 Platin · (20 Wo.)US | Country1 (26 Wo.)Country |               |
| 2010 | What Do You Want Judge Jerrod & the Hung Jury         | US52 Gold · (20 Wo.)US | Country4 (33 Wo.)Country |               |
| 2011 | One More Drinkin’ Song Judge Jerrod & the Hung Jury   | US72 (18 Wo.)US | Country13 (28 Wo.)Country |               |
| 2012 | Shinin’ on Me Free the Music                          | US92 (7 Wo.)US | Country17 (31 Wo.)Country |               |
| 2012 | Only God Could Love You More Free the Music           | — | Country38 (15 Wo.)Country |               |
| 2013 | Drink to That All Night Free the Music                | US53 Platin · (20 Wo.)US | Country4 (30 Wo.)Country |               |
| 2014 | Donkey Free the Music                                 | — | Country38 (5 Wo.)Country |               |
| 2015 | Blue Bandana                                          | — | Country37 (11 Wo.)Country |               |
| 2016 | A Little More Love This Ride                          | — | Country41 (11 Wo.)Country | mit Lee Brice |

Weitere Veröffentlichungen
- 2007: The One That Got Away
- 2014: Buzz Back Girl
- 2017: God Made a Woman
- 2017: I Got This